# Slowenen in Berlin
Slowenen in Berlin ist der erste internationale Dokumentarfilm der Regisseure Roman Schikorsky und Mark Poepping. Die Premiere fand im September 2006 im Cankerjev Dom – dem größten Kulturhaus Sloweniens – in Ljubljana und im traditionsreichen Kino Babylon in Berlin-Mitte statt. Der Film hatte seine TV-Premiere im slowenischen Fernsehen (RTV) am 20. Dezember 2006.

## Handlung
„Slowenen in Berlin“ zeigt die Geschichten von fünf slowenischen Einwanderern und deren Leben diesseits der Alpen – ihre Wünsche und Hoffnungen, ihren Prozess der Integration, ihre Liebe und Hingabe für ihr Heimatland Slowenien, die sie sich voller Herzblut in Berlin erhalten.
Entstanden ist eine 50-minütige Dokumentation über Europäer für Europäer, ein Film, der ein neues Bewusstsein beschreibt, ein Wir-Gefühl, welches vom Austausch kultureller Eigenarten lebt, die eigene Identität nicht verlieren lässt und als eine menschliche Bereicherung verstanden wird. Gezeigt wird auch die zweite und dritte Generation der Einwanderer, die so möchte man mutmaßen, sich immer weiter nicht nur sprachlich von ihren eigenen Wurzeln entfernt.

## Pressestimmen
- Delo: Ein ehrlicher Film
- Druzina: Eine Polka der Herzen
- RTV Slovenije: Ein sehnsüchtiger Gruß aus Berlin